# Évêché orthodoxe roumain d'Italie
L'Évêché orthodoxe roumain d'Italie est une juridiction de l'Église orthodoxe en Italie dont le siège est à Rome. Il est rattaché canoniquement au Patriarcat de Roumanie (Métropole d'Europe occidentale et méridionale). L'évêque porte le titre d'Évêque d'Italie.

## Histoire
- 2007 : Création du diocèse et découpage en 116 paroisses[1].